# ریچموند جدید (ویسکانسین)
ریچموند جدید، ویسکانسین  (به انگلیسی: New Richmond) شهری در شهرستان سینت کروی ایالت ویسکانسین است که در سال ۱۸۸۵ بنیان‌گذاری شده‌است. این شهر طبق سرشماری سال ۲۰۱۰ میلادی ۸٬۳۷۵ نفر جمعیت داشته‌است.